# Гадкий утёнок (мультфильм, 2010)
«Гадкий утёнок» — первый полнометражный мультфильм режиссёра Гарри Бардина. Премьерный показ состоялся на кинофестивале в Локарно 11 августа 2010 года, а российская премьера — в Московском международном доме музыки 14 сентября 2010 года. В кинотеатрах страны с 16 сентября 2010 года. Авторская интерпретация одноимённой сказки Ханса Кристиана Андерсена.

## Аннотация
Из необычного яйца на птичьем дворе вылупляется странного вида утёнок. Все домашние птицы находят его уродливым. В фильме это пластилиновый утёнок, в то время, как другие домашние птицы — гуси, утки и индейки — в перьях.

## Создатели
- Режиссёр — Гарри Бардин
- Автор сценария — Гарри Бардин
- Художники-постановщики — Кирилл Челушкин, Аркадий Мелик-Саркисян
- Композитор — Пётр Чайковский, Сергей Анашкин
- Тексты стихов — Юлий Ким
- Художники: Ирина Собинова-Кассиль, Владимир Маслов, Марина Лагунова, Ольга Усачёва
- Ассистент художника: Виктор Корябкин
- Техническое обеспечение: Александр Фадеев
- Оператор-постановщик: Иван Ремизов
- Ассистент оператора: Илья Трафимцев
- Художники-мультипликаторы: Ирина Собинова-Кассиль, Ольга Веселова, Татьяна Молодова, Владимир Хомутов, Мария Парфёнова
- Компоузинг — Владимир Лазаренко-Маневич
- Куклы изготовили: Виктор Гришин, Михаил Колтунов, Наталья Клён, Надежда Генсицкая, Елена Ремизова, Екатерина Лазуткина, Ксения Шанина, Марина Лагунова, Владимир Хомутов, Ольга Дегтярёва
- Директор картины — Наталья Донатова

## Роли озвучивали
- Хор Турецкого — обитатели двора
- Светлана Степченко — Гадкий утёнок
- Владимир Спиваков — Папа-Петух
- Юлия Рутберг — Мама-Курица
- Владимир Качан — Дикий гусь
- Армен Джигарханян — Индюк
- Константин Райкин — Червяк
- Григорий Анашкин — Дикий гусёнок
- Любовь Матюшина — Утка
- Гарри Бардин — Селезень-конферансье / рассказчик в конце мультфильма (нет в титрах)
- Александр Рыбак — Лис (нет в титрах)

## Музыка
В фильме звучит музыка Петра Ильича Чайковского из балетов «Лебединое озеро» и «Щелкунчик», аранжированная композитором Сергеем Михайловичем Анашкиным. Некоторые фрагменты аранжированы под песни на стихи Юлия Кима. Примечательным является факт переделки вальсов в марш, а также необычной аранжировки сцены из «Лебединого озера» в песню «Гадкий, утёнок гадкий…».
1. Вступление — Сцена 6 из балета «Щелкунчик»
2. Вылупление птенцов — Pas de deux: Вариация II (Танец феи Драже) из балета «Щелкунчик»
3. Гимн — Танец с кубками / Вальс из балета «Лебединое озеро»
4. Сцена корма — Дивертисмент: в) Чай (Китайский танец) из балета «Щелкунчик»
5. Сон Гадкого утёнка — Вступление из балета «Лебединое озеро»
6. Первая ария Гадкого утёнка («О, как вокруг темно…») — Сцена 10 из балета «Лебединое озеро»
7. Сцена 1 — Сцена с танцами: Демонический танец пружинных кукол из балета «Щелкунчик»
8. Диалог Курицы и Утки («Ну вот, нам ясно, наконец…») — Танцы лебедей: VII) Coda из балета «Лебединое озеро»
9. Танец цыплят — Русский танец из балета «Лебединое озеро»
10. Танец утят — Pas de deux: II) Andante-allegro из балета «Лебединое озеро»
11. Танец Гадкого утёнка — Pas de deux: IV) Coda из балета «Лебединое озеро»
12. Вторая ария Гадкого утёнка («Вот, снова я один…») — Сцена 10 из балета «Лебединое озеро»
13. Сцена с лебедями — Вальс из балета «Лебединое озеро»
14. Сцена 2 — Танцы лебедей: V) Pas d’action из балета «Лебединое озеро»
15. Сцена с лисой — Сцена 6 / Вальс снежных хлопьев из балета «Щелкунчик»
16. Третья ария Гадкого утёнка («Как, как попасть домой…») — Сцена 10 из балета «Лебединое озеро»
17. Сцена 3 — Дивертисмент: д) Танец пастушков из балета «Щелкунчик»
18. Сцена 4 — Танцы лебедей: III) Allegro moderato (т. н. «Танец маленьких лебедей») из балета «Лебединое озеро»
19. Сцена 5 — Танцы лебедей: V) Pas d’action из балета «Лебединое озеро»
20. Торжественный марш — Марш / Вальс цветов из балета «Щелкунчик», Pas de deux: I) Tempo di valse ma non troppo vivo, qasi moderato / Pas de deux: IV) Coda из балета «Лебединое озеро»
21. Сцена 6 — Испанский танец из балета «Лебединое озеро»
22. Сцена 7 — Сцена 10 из балета «Лебединое озеро»
23. Ария Дикого Гуся («Сын мой, не слишком торопись…») — Pas de deux: Andante maestoso из балета «Щелкунчик»
24. Сцена 8 — Вступление из балета «Лебединое озеро»
25. Заключительная сцена — Финальная сцена 29 из балета «Лебединое озеро»

## Критика
Сценарий фильма является авторской интерпретацией традиционной сказки. По словам режиссёра,

это оригинальный сценарий, от Андерсена я взял только превращение гадкого утёнка в лебедя, больше я из сказки ничего не брал.

В результате возникла мрачноватая антитоталитарная притча о ксенофобии:

Можно не раз помянуть безжалостность Андерсена, создававшего сказки редкой беспросветности, но Гарри Бардин ещё безжалостнее. Своего «Гадкого утёнка» он переписал в притчу о ксенофобии, и почти до самого финала чувствительному зрителю не даётся ни момента для продыха: его будут пинать ровно столько же, сколько пинков достанется бедному герою до момента оперения.

По мнению критиков, в фильме сильно ощущается влияние повести «Скотный двор» Джорджа Оруэлла.
Пародия на Парад Победы на Красной площади и финал картины, где превратившийся в лебедя Гадкий Утёнок мстит обитателям птичьего двора, вызвали неоднозначную реакцию критиков.

## Награды и номинации
- Гран-При МКФ в Мумбаи (Индия) — 2010 г.
- Гран-При МКФ в Ситжесе (Испания) — 2010 г.
- Гран-При МКФ в Буэнос-Айресе (Аргентина) — 2011 г.
- Гран-При МКФ в Ереване (Армения) — 2011
- Гран-При МКФ в Сиэтле (США) — 2011 г.
- Приз жюри МКФ в Кливленде (США) — 2011 г.
- Приз жюри МКФ в Теплеце (Чехия) — 2011 г.
- Гран-При МКФ в Индии — 2011 г.
- Гран-при МКФ в Бухаресте (Румыния) — 2011 г.
- Ника — 2011 г.[6].
- Номинация на МКФ в Брисбене (Австралия) — 2011

## Факты
- При съёмках мультфильма были использованы разные технологии: куклы (сделанные с использованием настоящих перьев), пластилин, плоская марионетка.
- На создание ушло больше 6 лет. В фильме было задействовано около 400 кукол, построены десятки макетов, снято более 700 сцен и более 100 тысяч кадров.
- По словам Гарри Бардина (эфир телепередачи «Пусть говорят» от 23 апреля 2010 года), Первый канал категорически отказался от показа «Гадкого утёнка», а телеканал «Россия» заявил, что они не будут показывать «арт-хаус».
- Фильм шёл в прокате почти при пустых залах. За первые выходные в российском прокате фильм собрал всего лишь 66000 долларов на 119 копиях. А за три недели — 145000 долларов.
- Дмитрий Быков назвал фильм «событием года» на страницах газеты «Труд» от 30 декабря 2010 года в своей статье «Короче и жирней».